# Wojski Wielkiego Księstwa Litewskiego
Wojski Wielkiego Księstwa Litewskiego – urzędnik Wielkiego Księstwa Litewskiego Rzeczypospolitej Obojga Narodów, pojawił się w XVIII wieku, nie miał swojego odpowiednika w Koronie.